# カタロニア讃歌
『カタロニア讃歌』（カタロニアさんか、原題 Homage to Catalonia）は、英国の文学者ジョージ・オーウェルによるスペイン内戦のルポルタージュ。1936年12月から1937年6月までの間内戦に参加したオーウェルの体験を元に、一人称で描かれている。

## 概要
オーウェル自身のスペイン内戦での人民戦線側の義勇軍「POUM」への従軍体験を描いたもので、フランシスコ・フランコ将軍指揮下の反乱軍（ファシスト軍）との戦いの模様や、バルセロナで起きた人民戦線内部での内紛・市街戦などを自らの経験を元に語っている。戦争の現実を飾らない文体で克明に描写し、また人民戦線側を内紛へと導いたスターリン主義と非人間的な政党政治への強烈な批判が語られている。同時に、そんな中でも人間味を失わないスペイン人とカタロニア人に対する、オーウェルの愛情と尊敬も語られている。
この体験は社会主義者でありヒューマニストであったオーウェルに大きな影響を及ぼし、オーウェルがより人間の顔をもった社会主義を志向し、非人間的で全体主義的なスターリン主義やソ連への批判を行うようになるきっかけとなり、後のスターリン批判の寓話である『動物農場』や全体主義国家への批判であるSF小説『1984年』を執筆する動機ともなった。
また、本書はスターリンや共産党への批判を含むため、当時オーウェルの属した左翼・リベラルの知識人たちからは非難され、高い評価を得られなかったが、彼の死後にその評価は高まった。20世紀後半のジャーナリズムに大きな影響を与え、現在では、ルポルタージュ文学の金字塔として高く評価されている。

## あらすじ
イギリスのジャーナリストで社会派エッセイストであったオーウェルは、スペイン内戦の勃発のニュースを耳にして、ファシストの反乱軍と戦うために、スペインのカタルーニャ地方へと赴き義勇軍に志願する。しかし、そこで体験したのは、ロマンティックな英雄譚とは程遠い、退屈で物資に事欠く悲惨で汚臭にまみれた塹壕戦であった。
しかし、数ヶ月ぶりに休暇で前線からバルセロナに戻ってきたオーウェルが目にしたものは、本来一体となってファシストに立ち向かうべき後方の人民政府（共和国政府）内で繰り広げられる愚かな権力争いであった。ソ連のコミンテルンの支持の元、政府内の主導権を握った共産党は、政府内の他の政党をトロツキストと決め付けて敵視し、彼らへの締め付け弾圧を強化していた。
休暇を終え、再び前線に戻ったオーウェルであったが、負傷によりバルセロナへと後送される。しかし、そこで彼を待っていたものは、所属していた部隊POUM（マルクス主義統一労働者党）が人民政府により非合法化され、スターリニストの共産党と独立マルクス主義のPOUMやアナキストのFAIとの間で繰り広げられる市街戦と政府による逮捕・投獄などの恐怖政治であった。オーウェル自身の上にも、その手が及ぼうとするが…

## 登場人物
オーウェルの一人称で語られる。

## 日本語訳
- 橋口稔訳、筑摩叢書、1970年／ちくま学芸文庫 2002年 ISBN 4480087273。電子書籍で再刊（2016年より）
- 新庄哲夫訳、ハヤカワ文庫、1984年 ISBN 4150500975
- 高畠文夫訳、角川文庫、1984年／グーテンベルク21（電子書籍、2014年より）
- 都築忠七訳、岩波文庫、1992年 ISBN 4003226232
- 鈴木隆・山内明訳、現代思潮社、1978年、現代思潮新社、2008年 ISBN 4329020521